# 永野耕平
永野 耕平（ながの こうへい、1978年〈昭和53年〉4月25日 - ）は、日本の政治家、社会福祉士、精神保健福祉士。元大阪府岸和田市長（2期）。元大阪府議会議員（1期）。父は元大阪府議会議員の永野孝男。曽祖父は社会福祉法人岸和田学園創設者の永野勇吉。妻の永野紗代は岸和田市議会議員（2025年 - ）。

## 来歴

### 生い立ち
大阪府岸和田市三田町に生まれる。岸和田市立山直北小学校、清風中学校・高等学校卒業。関西学院大学法学部政治学科卒業。大阪市立大学大学院経営学研究科修了。社会福祉法人岸和田学園の副園長などを務めた。
2015年（平成27年）の大阪府議会議員選挙に大阪維新の会公認で立候補し、初当選した。2018年（平成30年）から岸和田青年会議所の第60代理事長に就任した。

### 岸和田市長に初当選
2017年（平成29年）12月26日、自民党関係者への現金提供が発覚した岸和田市長の信貴芳則が辞職したことを受け、2018年（平成30年）1月18日に信貴の辞職に伴う出直し市長選挙に大阪維新の会公認で立候補する意向を表明し、同日、大阪府議を辞職した。
2018年（平成30年）2月4日に行われた市長選で、永野は信貴、元市議の西田武史らを破り、初当選し、2月5日に正式に市長に就任した。
※当日有権者数：161,579人 最終投票率：31.43%（前回比：2.18pts）
| 候補者名 | 年齢 | 所属党派     | 新旧別 | 得票数   | 得票率 | 推薦・支持 |
| -------- | ---- | ------------ | ------ | -------- | ------ | ---------- |
| 永野耕平 | 39   | 大阪維新の会 | 新     | 20,165票 | 40.35% |            |
| 信貴芳則 | 56   | 無所属       | 元     | 18,198票 | 36.41% |            |
| 西田武史 | 52   | 無所属       | 新     | 11,615票 | 23.24% |            |

2022年（令和4年）1月30日投開票の市長選挙で、日本共産党推薦の元教諭らを破り再選。
※当日有権者数：157,832人 最終投票率：28.27%（前回比：3.16pts）
| 候補者名 | 年齢 | 所属党派     | 新旧別 | 得票数   | 得票率 | 推薦・支持     |
| -------- | ---- | ------------ | ------ | -------- | ------ | -------------- |
| 永野耕平 | 43   | 大阪維新の会 | 現     | 23,333票 | 53.97% |                |
| 山田英子 | 73   | 無所属       | 新     | 16,083票 | 37.20% | 日本共産党推薦 |
| 野口徹   | 72   | 無所属       | 新     | 3,815票  | 8.82%  |                |

### 不信任決議と出直し選挙
2024年（令和6年）12月20日、自身の不祥事（後述）に関係し、岸和田市議会より不信任決議を受けて市議会を解散。その後、翌2025年（令和7年）2月17日、同月2日に行われた市議会議員選挙を受けて新勢力となった市議会より2度目の不信任決議が可決され、地方自治法の規定により同日付で市長失職となった（後述）。
2025年（令和7年）3月30日、出直し市長選挙が告示され、永野、郵便局長の佐野英利、NPO法人代表理事ら4人が立候補の届出をした。永野がかつて所属していた大阪維新の会は自主投票を決めた。出馬を予定していた元参議院議員の立花孝志は3月30日、「立候補せず永野さんを全力で応援する」と表明した。永野は四日市市長の森智広、泉佐野市長の千代松大耕、志摩市長の橋爪政吉、岩出市長の中芝正幸らの支援も受けて選挙戦を展開。「僕を落選させたい闇の勢力には負けない」と訴えたが、4月6日投開票の結果、佐野に大差をつけられ落選した。
※当日有権者数：153,766人 最終投票率：40.03%（前回比：11.76pts）
| 候補者名 | 年齢 | 所属党派 | 新旧別 | 得票数   | 得票率 | 推薦・支持 |
| -------- | ---- | -------- | ------ | -------- | ------ | ---------- |
| 佐野英利 | 45   | 無所属   | 新     | 48,307票 | 79.69% |            |
| 永野耕平 | 46   | 無所属   | 元     | 7,606票  | 12.55% |            |
| 花野眞典 | 46   | 無所属   | 新     | 4,119票  | 6.80%  |            |
| 上妻敬二 | 66   | 無所属   | 新     | 584票    | 0.96%  |            |

## 政策

### 市立幼稚園及び保育所再編
永野は、岸和田市の幼稚園・保育所の定員割れや小規模化、施設の老朽化といった課題を解消するため、公立の保育所11箇所と保育園23箇所を廃止し、民間事業者を積極的に起用しながら6箇所の認定こども園に集約する施策を進めていた。従来の小規模な保育所や幼稚園がなくなり、150 - 200人の大規模な認定こども園に置き換われば安全性が心配だと保護者から声が上がり、反対署名が市へ提出された。総合教育会議にて永野は、反対意見に対し「公立の保育所や幼稚園を１園でも多く残せば、子どもが大人になったときに税金の負担になる」「公立の必要性を示せ」と反論した。

### 小・中学校適正規模及び適正配置
永野は、「子供の数が減り十分な学びの場を提供できず、学校再編は必要」との主張により2期目で再選を果たし、8学級以下の小規模小中学校を統廃合する施策を進めていた。当初は「小中学校を統廃合する」という計画であったが、「小中学校を廃止せず残したままにして、新規に小中一貫校をつくる」と途中で永野は計画を変えた。永野は「日本一の小中一貫校」にする、「山手の新たなところ
で、新たな小中一貫校を整備する。既存の学校はいったん閉校にしない。子どもたちや保護者が学校を選べるようにする」と述べた。小規模校をなくすはずが、新設校を作るだけでは更に小規模化が進むのではないかとの指摘があった。地域住民からは反対の声も上がり、天神山校区連合会と天神山地区市民協議会は計画の白紙を求め、懇談会への参加を拒絶するようになった。後に永野に対し不信任決議が取られた際、この施策に対する永野の発言の一貫性のなさが言及され、「教育委員会や対象となっている地域だけでなく市議会及び関係機関にも大混乱を招いた。そして、いまだ整備の目途もたっておらず、時間と経費だけが費やされている。この責任も重大である」とコメントされている。

## 不祥事

### 性加害疑惑

#### 刑事告訴・民事訴訟
2021年、永野と仕事上の付き合いがあった女性Aは、永野から性暴力を受けたとして大阪府警に強制性交等罪で被害届を提出したが、大阪地検は同年12月に不起訴事案と判断した。
Aは翌2022年6月に約2280万円の損害賠償を求め大阪地裁に提訴した。Aの代理人によると、Aは2019年に永野と知り合い、2021年1月ごろまで「性行為を強要され、継続して性的な加害行為を受けた」「心的外傷後ストレス障害を発症し、同年春には休職を余儀なくされた」と主張した（Aの主張詳細は後述）。永野は、性暴力ではなく合意の上の不倫関係だと主張した（永野の主張詳細は後述）。Aは係争が終わった後に事件を公開する意向で訴訟を始めたが、永野は当初は事件を世間から隠そうとしており、訴訟上でも氏名秘匿で遮蔽物越しに尋問を受けた。
大阪地裁は「性暴力」や「複数人数での性交」は事実認定しなかったものの、和解調書にて「市長の地位や日頃の言動からうかがわれる影響力、女性の就業歴や年齢を考慮すると、純粋に対等な関係だったとはいえない」「（市長が）雇用を左右しうる優越的な立場にあって、両者には社会的な上下関係がおのずと形成されていた」と指摘した。そして「被告は公人であるとともに配偶者を有する身であることも考慮すると、被告において原告と性的関係を持つことはよくよく自制すべきであったとの非難を免れることはできない。そして、原告は、被告との性的関係が続く中で精神的な失調を来し、最終的には訴訟の提起にまで至ったものである」との所見も示した。
大阪地裁は、「100万円」を永野側が支払うことによる和解を提案した。2024年11月、永野がAに500万円の和解金を支払い謝罪をすることにより和解が成立した。

#### 永野側の主張
永野の主張では、女性Aへの性暴力疑惑は濡れ衣であり、Aとは合意の上の不倫関係だったという。
不倫関係を結んだ後で、永野と同じく既婚の大阪府議会議員がAに恋愛感情を抱くようになった。永野と不倫していた時のAは「府議に言い寄られている」と永野へ相談をしていた。しかし、永野とAによる約1年半の不倫関係が終わった後に、府議とAが不倫関係になった。2人の不倫関係を知ったことで、府議妻と永野夫婦は相談を行った。
永野夫妻は府議が13歳の時から家族同然の付き合いをしており、府議はかつて経営する児童養護施設に入所してきた少年であった。永野は議員になる前に経済的に困っていた府議が借りた600万円の奨学金の保証人となっており、その後に奨学金の代理返済してること、府議となる際の選挙資金も肩代わりをしたことを明かした。そして、永野の妻も府議に約250万円を貸していた。府議はAを自身の議員秘書に採用している。永野によると、府議の妻と永野夫婦で府議による不倫の相談を行った後に一連の係争トラブルが始まった。裁判中に府議は妻と離婚したという。
和解金500万円は、性暴力への謝罪などではなく、 息子同然に思っている府議へ、「前向きに生きてもらうため」として、府議が永野妻へ返済義務のある約250万円の貸付金の存在、Aとの不倫で離婚した府議が元妻へ支払う予定の慰謝料が必要になることを考慮したという。永野の妻は、LINEのやりとりの物証を見たことで「同意のある不倫行為」と認識しているという。和解金については「彼ら（府議と当該女性）がしっかりと次の人生を歩めるように渡したお金です。決して、主人が性暴力をしてしまったから払ったわけではありません」と語っている。永野妻も当初は不倫だけでなく、「性加害」もしたかもと疑っていた。しかし、「◯◯（大阪府議）君」がやって来て、「Aが市長から性被害にあった」という手紙を目の前で読み上げてきた際に、内容を確認したいので手紙を持ち帰りたいと告げると「（Aが書いたとされる）手紙は持って帰れません」と拒否されたことでAらによる性加害主張を怪しいと感じ始めたこと、Aと府議が手を繋いでいる写真を見たことで不倫は事実だが性加害は虚偽であると確信に変わったと明かした。更に決定的だったこととして、「（民事）裁判の証人として彼が出てきたことでした」と語っている。

#### 女性側の主張
女性Aは「人目があるところではできない話がある」としてホテルに呼ばれ、そこで性関係を強要されたという。「上下関係があり、仕事を辞めさせられるかもしれないと思うと拒みきれなかった」という。そして、永野が精神保健福祉士の資格などを持ち他者を心理的に封じることが巧みであり、関係を持つ以前から罵詈雑言を浴びせられ「言うことを全て聞かないと、生きる価値など無い人間なんだ」と思わされ、人目がない時に手を握らされるなどの行為からはじまり要求がエスカレートしていった。「人ではなくモノでもなく奴隷のような扱いを受けていると思いました」「一人の人生をめちゃくちゃにしてきたことを謝罪していただきたいです」と述べている。また、目隠しをされた状態で永野以外の他の二人の男性とも性交をさせられたり、「こんなこと嫁にはできない。ありがとう」と言われた。Aは婚約者がいたが、被害を受けたことで「汚れてしまった」と思い、別れた。
AはPTSDによる解離性障害と診断されており、それにより記憶の一部を失っている。刑事告訴が不起訴になったのは、強制性交罪から不同意性交罪へと刑法が改正される前に受けた被害であるため、「抵抗できないコントロール下にあった被害を立件するのは難しく」と代理人弁護士は述べている。Aによれば、永野から同様の性暴力に晒されている女性が他にもおり、次の被害者を出さないために訴訟に踏み切ったという。
和解後、Aは「もうこれ以上、被告と関わりたくありませんし、裁判を早く終わらせたい思いが強く湧くようになり、諦めたというのが実情です。心身ともにぼろぼろです。裁判上の和解をしたからといって、被告を許した訳ではありません。今でも本当に悔しいです」「被告は、最初から最後まで、同意があったと主張していました。被告は公人である市長であり、私はただの一般人ですので、私から見れば、明らかに立場の差があります。泣きながら拒絶する私を、立場（地位）や権力を乱用し、恐怖でおさえつけ、人格否定などの言葉の暴力で精神的に支配し、逃げられないようにすることが同意なのでしょうか」と代理人を通じてのメッセージを発表した。
和解金500万円について、当初永野はより高額を示してきたが、事件の「口外禁止」をAが拒んだため、永野から値引きを要求されたという。また、「和解金は最終的に府議に渡るものだから高額にした」という永野夫妻の発言は事実ではないという。不倫などの永野夫妻の主張について、「都合よく脚色したストーリーを発信している」「虚偽の内容を含む広範なプライバシーの侵害」とAは否定している。

#### 市議会での追及と市長失職
2024年11月28日、大阪維新の会は党内の綱紀委員会で永野を調査することを決めた。同年12月3日、岸和田市議会は永野の説明を聞くため、全員協議会を開催。永野は「内容については裁判で秘匿することになっている」と事実関係について一切説明しなかった。市長を続ける意向を示す一方、市議から「市長は維新の公認を得る際、党の除名処分を受けた場合には職を辞するという趣旨の誓約書を交わしている」と指摘され、「除名されれば辞職するのか」と問われると、「そのような対応になる」と答えた。同月4日、維新の杉江友介幹事長は、離党勧告処分を決定したと明らかにした。永野から現時点で詳細な説明はなく、8日までに説明責任が果たされなければ除名するとした。6日、市役所で記者会見を開き、女性との不倫関係を認めて謝罪した。性的関係の強要、セクハラ、パワハラは否定した。同月8日、維新は「女性とは和解しており、できる範囲での説明が尽くされた」として、除名ではなく離党勧告の処分とすることを決定した。永野から3日付で提出されていた離党届を同日中に受理した。同月9日開会の岸和田市議会定例会では、議会側は臨時幹事長会議を開催し、問題の説明が十分に果たされていないことを理由に「市長と議論することはできない」とし、20日までの定例会の会期中、本会議や委員会に永野の出席を求めないことを全会派一致で決定し、永野に申し入れ書を提出した。議案の審議には応じるとし、午後の本会議では市長に代わって副市長が答弁に立った。
同年12月20日、市議会にて永野に対する不信任決議案が賛成20票、反対4票で可決された。反対したのは藤原豊和（大阪維新の会）、倉田賢一郎（同）、橘川亜紀（同）、高比良正明（にじの会）の4人。永野は24日、市議会に対し解散を通知した。
2025年2月2日に市議会議員選挙が執行され、無所属で立候補した妻の永野紗代は定数24に対し、21番目の得票数で初当選した。反永野派とされる議員が24人中22人当選したことで、議会過半数を占めたため、再び不信任決議案が提出されれば可決され失職する公算となった。なお、妻の永野紗代は不信任決議案に反対の姿勢だが、地方自治法第117条の除斥規定で親族が絡む議事の採決に加わることはできない。
同年2月17日、市議会議員選挙後初となる本会議において、前述の理由に加え市の混乱を招いた責任は非常に重く、議会を解散して血税を使ったと批判を受けたうえで、市議会議員21人の連名により2度目の不信任決議案を提出され、審議及び採決の結果、議員23人の全会一致で可決採択された。なお、妻の紗代は前述の通り、親族に当たる「直接の利害関係者」との理由で、採決から除斥され退席している。これにより永野は地方自治法の規定により同日付で市長失職となった。再選をかけた4月6日投開票の出直し選挙では7,606票の得票にとどまり、43,807票を獲得した新人で郵便局長の佐野英利に大差をつけられ落選した。